# Little Boy (film)
Pour l’article homonyme, voir Little boy.
Pour plus de détails, voir Fiche technique et Distribution.
Little Boy est un film dramatique américain de guerre réalisé en 2015 par Alejandro Gómez Monteverde (en). L'histoire se déroule lors de la Seconde Guerre mondiale.

## Synopsis
Dans la ville côtière d'O'Hare en Californie, un enfant de 8 ans qui est petit pour son âge, Pepper Flynt Busbee (Jakob Salvati), a un lien très fort avec son père. Ce lien se forme dès la naissance de l'enfant, lorsque son père le berce et remarque à quel point il est petit. Quand Pepper demande au docteur s'il est nain, le docteur lui dit « Pour l'instant, Pepper, disons que tu es un petit garçon », et l'expression devient son surnom.
Par ailleurs, la Seconde Guerre mondiale commence, le grand frère de Pepper est déclaré inapte au service militaire pour cause de pieds plats et son père part à sa place, ce qui bouleverse Pepper. Peu après que son père est parti faire la guerre, Pepper entend un passage de la Bible : « Je vous le dis en vérité, si vous aviez de la foi comme un grain de sénevé, vous diriez à cette montagne : transporte-toi d'ici à là, et elle se transporterait ; rien ne vous serait impossible. » Il est alors déterminé à avoir assez de foi pour ramener son père à la maison. Toutefois, son ami et mentor le Père Oliver lui dit : « La foi est inutile à quiconque porte la haine. » Le Père Oliver dit à Pepper de devenir ami avec un Japonais du nom de Hashimoto.
Au début, le sentiment antijaponais que Pepper a intériorisé, le rend hésitant à suivre ces conseils. Mais à force de côtoyer Hashimoto, il commence à lui faire confiance et apprend de lui à se défendre contre ceux qui se moquent de sa petite taille. Père Oliver donne à Pepper une liste de tâches à accomplir. Lorsque le père de Pepper est porté disparu, la mère de Pepper (Emily Watson) se bat pour garder sa famille unie face aux épreuves. Son frère London et Sam (l'un des habitants ayant perdu son fils) vont chez Hashimoto pour l'attaquer, il finit à l'hôpital. London est arrêté, mais Hashimoto décide de ne pas maintenir les charges contre lui, ce qui conduit à sa libération.
Un représentant de l'Armée rapporte que le père de Pepper a été tué et incinéré aux Philippines. Hashimoto va au mémorial du cimetière d'O'Hare pour rendre hommage. Pepper et Hashimoto s'assoient sur un banc pour parler de leurs pertes familiales et du fait de croire en quelque chose. Pepper se rend à son tour au cimetière pour voir la tombe de son père et place la liste de tâches que Hashimoto lui a confié sur la tombe. Pepper et sa mère vont voir le docteur de la ville -le Docteur Fox- qui l'entreprend maladroitement et tente de s'inviter dans leur maison, sous prétexte de parler de ce qui aurait pu causer la petite taille de Pepper.
Plus tard dans la journée, un porte-parole de l'armée vient annoncer à la mère de Pepper que son mari, James, n'est pas mort. Le cadavre qu'ils avaient trouvé était celui d'un homme qui avait volé les bottes de Pepper, avec son identifiant attaché aux lacets. La famille quitte la ville pour rendre visite à James à l'hôpital. Pepper prend avec lui les bottes qu'il avait achetées pour les offrir à James, après avoir remarqué qu'elles lui plaisaient. À peine arrivé, ils découvrent que James souffre d'amnésie à cause d'une blessure à la tête. Pepper l'appelle par son surnom, « partenaire », et lui présente son cadeau. James prend les bottes, enlace Pepper et touche le visage de reste de sa famille. Ils s'agenouillent tous autour de sa chaise et s'étreignent avant de reprendre la route pour O'Hare.

## Fiche technique
- Titre : Little Boy
- Réalisation : Alejandro Gómez Monteverde (en)
- Scénario : Alejandro Gómez Monteverde (en) et Pepe Portillo
- Production : Eduardo Verástegui (en) et Leo Severino
- Montage : Joan Sobel et Fernando Villena
- Date de sortie : France 10 mai 2017

## Distribution
- Eduardo Verástegui (en)
- Emily Watson
- Cary-Hiroyuki Tagawa
- Michael Rapaport
- David Henrie
- Ben Chaplin
- Jakob Salvati (pt)
- Ted Levine
- Abraham Benrubi
- Tom Wilkinson
- Théodora de Grèce : Eliza

## Autour du film
Le titre est une référence à Little Boy, le nom de code de la bombe atomique larguée sur Hiroshima ainsi qu'une référence à Pepper. Le film a été co-produit par la Metanoia Films et de Santa Fé Films et est sorti le 24 avril 2015, par Open Road Films. Il est sorti en DVD et Blu-ray le 18 août 2015 par Universal Pictures Home Entertainment. Le film a reçu une majorité de critiques négatives et il a gagné 17 millions de dollars sur les 20 millions de dollars de budget[réf. nécessaire].
La société SAJE Distribution a acquis les droits du film pour la France, le film sortira le 10 mai 2017 sur ce territoire.